# Samuel Faber
Pour les articles homonymes, voir Faber.
Samuel Faber, né à Altdorf bei Nürnberg en Bavière le 3 mars 1657 et mort le 10 avril 1716 à Nuremberg, est un érudit allemand.

## Biographie
Il fut correcteur, puis recteur (1706) du collège de Saint-Gilles à Nuremberg, et fit partie de l'Académie dite des Fleurs de la Pegrtitz. 
Outre une traduction allemande de la Consolation des goutteux, de Balde, il est l'auteur d'une biographie en 7 volumes de Charles XII, roi de Suède :  Ausführliche Lebens-Beschreibung Carls des XII. Königs in Schweden et d'Orbis terrarum in nuce (Nuremberg, 1700, in-4°), ouvrage singulier, formant un cours d'histoire et de chronologie au moyen de figures expliquées par de petits vers allemands. Cramer en a publié la traduction française en 1772.

## Sources
- « Samuel Faber », dans Pierre Larousse, Grand dictionnaire universel du XIXe siècle, Paris, Administration du grand dictionnaire universel, 15 vol., 1863-1890 [détail des éditions].
- (de) Georg Andreas Will, Nürnbergisches Gelehrten-Lexicon, Altdorf bei Nürnberg, L. Schüpfel, 1755-1808, vol. I, p. 369.